# 六合路 (上海)
六合路是中華人民共和國上海市黃浦區的一條道路，全长324米，北起芝罘路，南至南京東路，道路名稱來自於江蘇省六合县，道路始建於清朝清穆宗同治十年(1871年)，當時得名劳合路(Lloyd Road)。中華民國32年(1943年)，更名為六合路。